# 尚勒迪克
尚勒迪克（法語：Champ-le-Duc，法語發音：[ʃɑ̃ lə dyk] ⓘ）是法国大東部大區孚日省的一个市镇，属于埃皮纳勒区。

## 地理
尚勒迪克（48°11'39"N, 6°43'10"E）面积3.92 平方千米，位于法国大東部大區孚日省，该省份为法国东北部内陆省份，北起默兹省和默尔特-摩泽尔省，西接上马恩省，南至上索恩省和贝尔福地区省，东临上莱茵省和下莱茵省。
与尚勒迪克接壤的市镇（或旧市镇、城区）包括：沃洛涅河畔拉瓦勒、拉沃利讷-德旺布吕耶尔、博梅尼勒、布吕耶尔、菲梅尼勒。
尚勒迪克的时区为UTC+01:00、UTC+02:00（夏令时）。

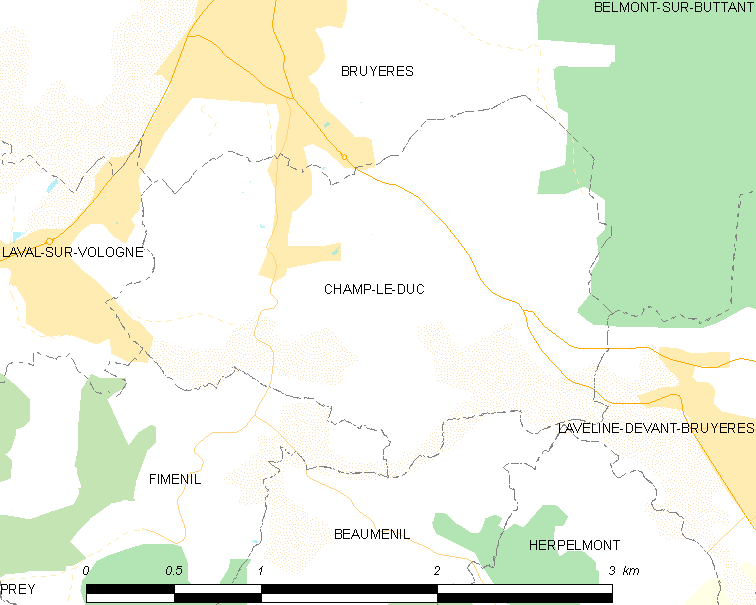
尚勒迪克的OSM定位图

## 行政
尚勒迪克的邮政编码为88600，INSEE市镇编码为88086。

## 政治
尚勒迪克所属的省级选区为布吕耶尔县。

## 人口

1962-2008年间尚勒迪克人口变化图示

尚勒迪克于2022年1月1日时的人口数量为481人。